# 馬來西亞—摩洛哥關係
马来西亚－摩洛哥关系是指马来西亚與摩洛哥之间历史上与现代的双边外交关系。两国同為伊斯兰合作组织、不結盟運動與77國集團成員國。

## 歷史
摩洛哥於1963年马来西亚成立后旋即與之建立外交关系。马来西亚政府在建交之初曾委派驻埃及大使兼辖摩洛哥。日后，马来西亚政府在拉巴特设有大使馆，并兼辖有邦交关系的毛里塔尼亚。而摩洛哥則于1967年在吉隆坡设立大使馆。2002年4月15日，马来西亚首相马哈迪·莫哈末出访了摩洛哥。2010年，時任雪兰莪州务大臣卡立依布拉欣因公務到訪摩洛哥，而摩洛哥前旅游部长亦於同年到访马来西亚。

## 經濟關係
两国签署多项协议與諒解備忘錄。2008年，马来西亚与摩洛哥的贸易总额接近6500万美元。马来西亚对摩洛哥的出口总额达5060万美元，而摩洛哥对马来西亚的出口总额约为1440万美元。马来西亚出口至摩洛哥的产品包括消费品、电气與电子产品、塑料、化学材料與产品、金属製品、动物製品、纺织品與服装、橡胶制品，以及运输设备，而摩洛哥出口至马来西亚的产品包括铜、半成品、矿产品魚其他製成品。马来西亚在摩洛哥主要投资石油與天然氣，馬來西亞國家石油亦有參與相關投資。摩洛哥亦歡迎其他马来西亚公司投资（尤其房地产领域），而两国均於棕櫚油方面有緊密合作。

## 教育關係
2008年至2009年间，在摩洛哥境内的大学进行阿拉伯语與伊斯兰研究的马来西亚学生共獲得15项摩洛哥設立的奖学金。

## 文化關係
马来西亚的行政首都布城有若干建築物受摩尔式建筑風格影響。

## 網絡安全
兩國签署一份有关计算机安全的谅解备忘录，成为网络安全方面的密切合作伙伴。